# NGC 856
NGC 856 je galaksija u zviježđu Kit.

## Vanjske poveznice
- SEDS: NGC 856